# Caca-neozelandês
O caca-neozelandês (Nestor meridionalis), é uma espécie de papagaio da família dos strigopídeos endêmico das florestas da Nova Zelândia. Está ameaçado pela destruição de seu habitat e pela predação por animais invasores.

## Taxonomia e nomenclatura
O kākā foi descrito pelo naturalista alemão Johann Friedrich Gmelin em 1788. São reconhecidas duas subespécies, o caca-neozelandese da Ilha Norte, Nestor meridionalis septentrionalis, e o caca-neozelandese da Ilha do Sul, Nestor meridionalis meridionalis. O nome kākā é uma palavra de origem maori que significa "papagaio", possivelmente relacionadas com o ka, ranger.

## Descrição

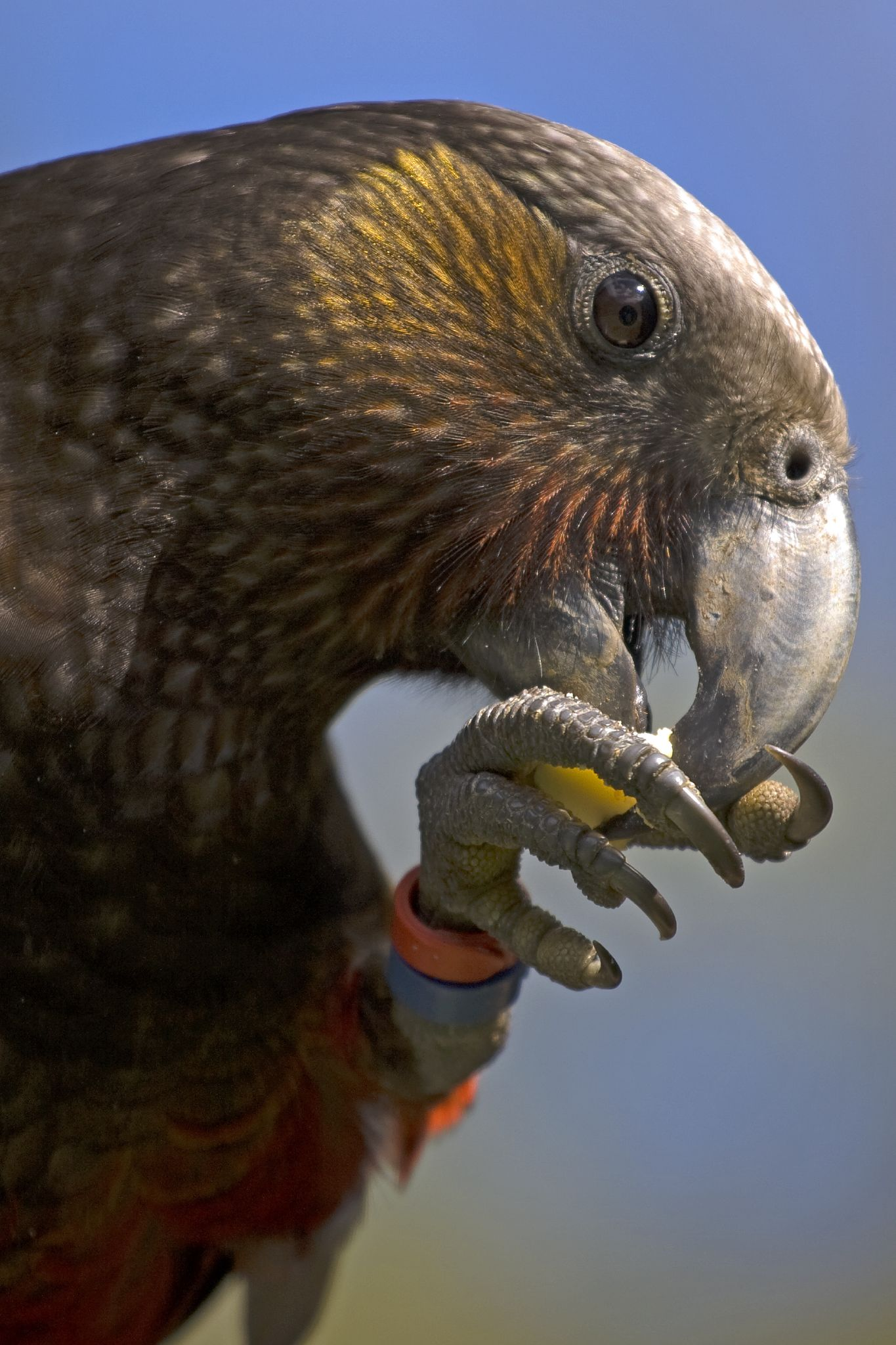
Caca-neozelandese usando os pés para se alimentar

O caca-neozelandese é um papagaio de tamanho médio, medindo 45 cm de comprimento e pesando 390-560 g. É relacionado com o kea, mas tem uma plumagem mais escura e possui comportamentos mais arbóreos. A testa e o topo da cabeça são branco-acinzentado e a nuca é marrom-acinzentado. O pescoço e abdômen são mais avermelhados, enquanto que as asas são mais acastanhadas. Ambas as espécies tem um plumagens marrom e cinza fortemente esverdeadas com traços de laranja e vermelho sob as asas, que por vezes mostram a coloração amarela no peito.
Este grupo de papagaios é incomum, mantendo características mais primitivas perdidas na maioria dos outros papagaios, porque ele se separou do resto dos papagaios em torno de 100 milhões de anos.

## Distribuição e habitat
Esta espécie vive em baixas e médias altitudes na mata nativa. É encontrado atualmente nas reservas das ilhas Kapiti, Codfish e Little Barrier. Ele está se reproduzindo rapidamente no santuário de Zelândia (Karori Wildlife Sanctuary), com mais de 300 aves anilhadas desde sua reintrodução em 2002.

## Comportamento

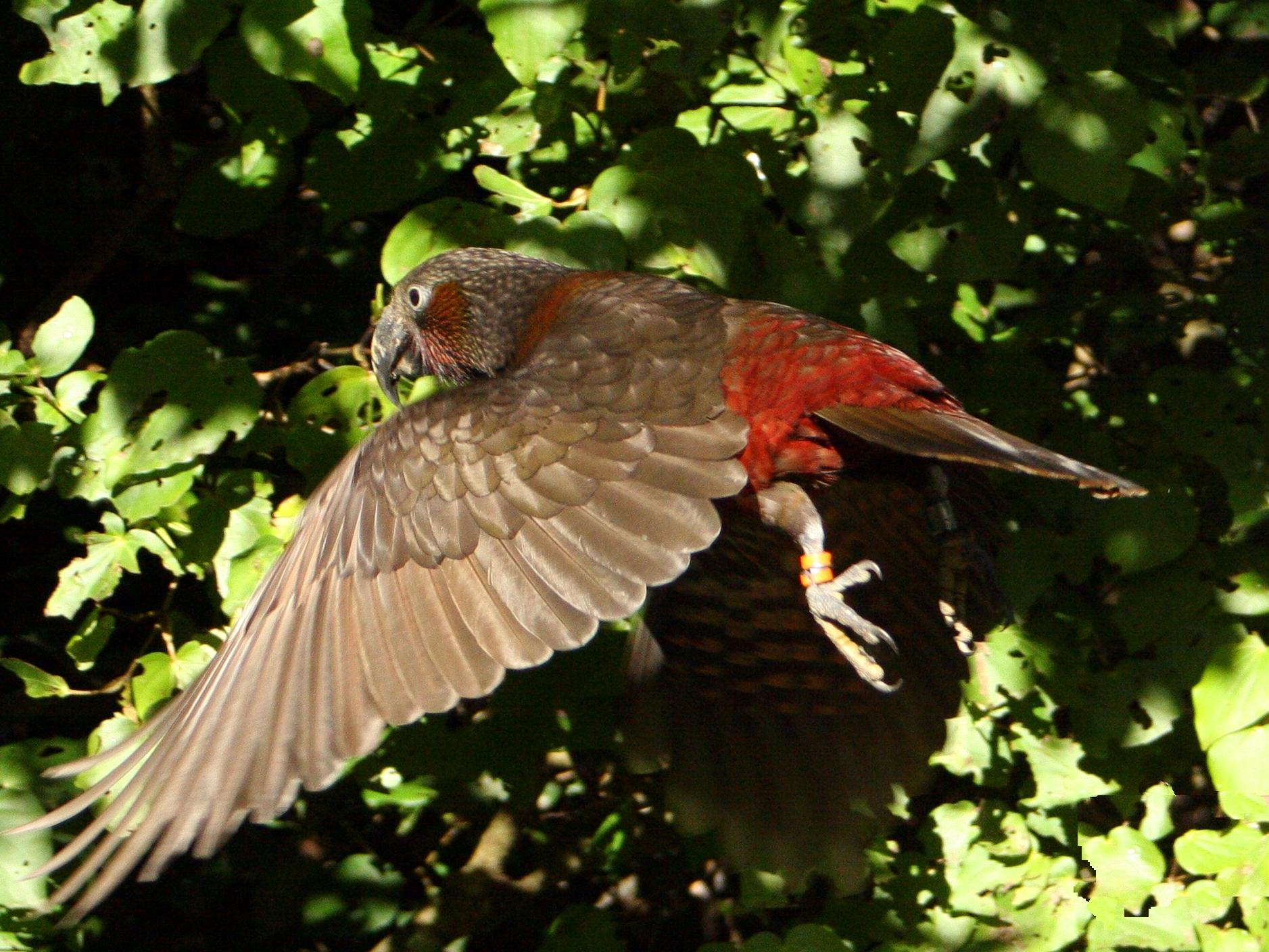
Caca-neozelandese voando

Cacas-neozelandeses são principalmente arborícolas e ocupam a média e alta cobertura da floresta. Muitas vezes visto voando vales ou levantando voo a partir do topo de árvores. Eles são muito sociáveis e movem-se em grandes bandos, muitas vezes contendo kea quando presentes.

### Dieta
Alimenta-se principalmente de frutas, bagas, sementes, flores, brotos, néctar, seiva, plantas e invertebrados. Ele usa seu bico forte para destruir os cones da árvore kaurie obter as sementes. Possui uma língua parecida com uma escova com que se alimenta de néctar, e ele usa seu bico forte para desenterrar as larvas do besouro huhu e para remover a casca de árvores para se alimentar de seiva.

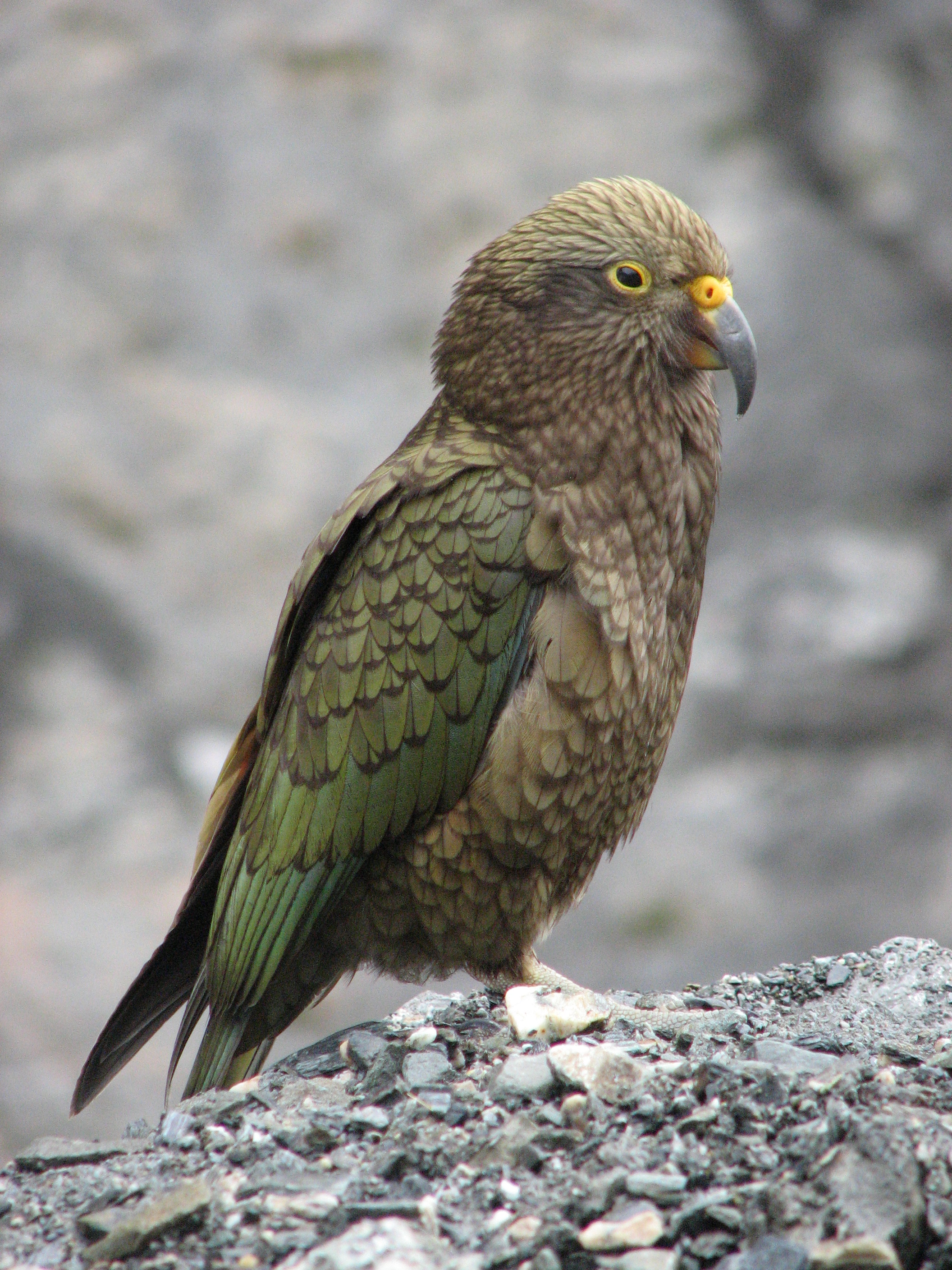
Kea ave próxima ao caca-neozelandese

## Origens
Todos os quatro são resultado de um "pré-caca-neozelandês", habitando nas florestas da Nova Zelândia 5 há cerca milhões de anos atrás. O parente mais próximo é o kakapo (Strigops habroptila). Juntos, eles formam a família Strigopidae, que compreende um antigo grupo que se separou de todos os psitacídeos há 100 milhões de anos.

## Estado de conservação

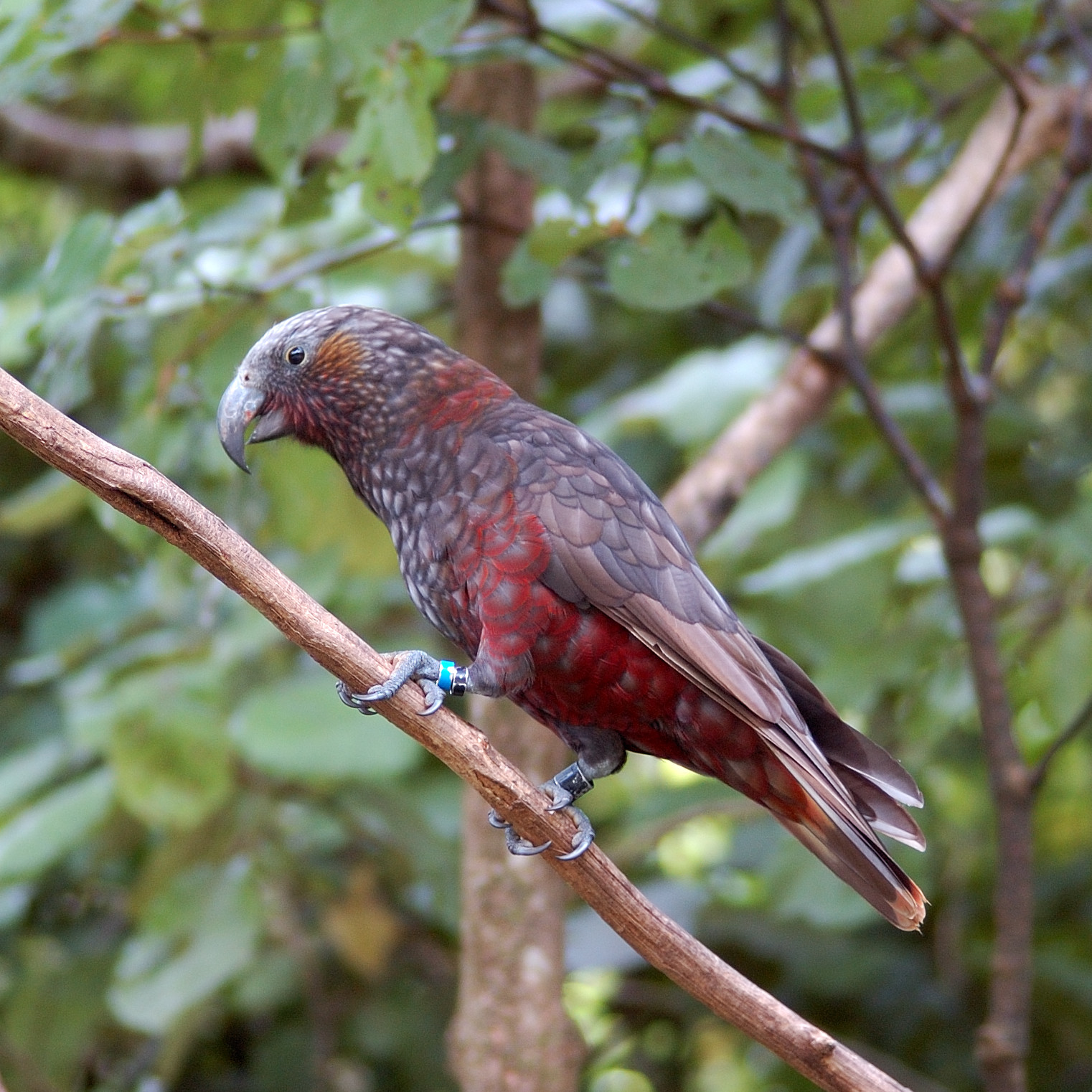
Cacas-neozelandeses da Ilha Norte, no Karori Wildlife Sanctuary em Wellington, Nova Zelândia

O caca-neozelandês é considerado em perigo de extinção. Sua população tem diminuído muito, como resultado da perda de habitat; predação por predadores introduzidos, como ratos, gambás e arminhos; e concorrência de vespas e abelha. É uma espécie estreitamente relacionada com o Nestor productus que se tornou extinto em 1851 por razões semelhantes.

### Predação
Mamíferos predadores são responsáveis pela perda de um número estimado de 26 milhões de aves nativas e seus ovos a cada ano na Nova Zelândia.
Como tem um longo período de incubação que requer a mãe para ficar no ninho por pelo menos 90 dias, os cacas-neozelandeses são particularmente vulneráveis à predação. Gambás são predadores de fêmeas adultas, ovos e filhotes. Há fortes evidências de que a predação de filhotes e fêmeas que levou a uma idade grave e desequilíbrio do sexo, mesmo entre as populações aparentemente saudáveis.
Em algumas partes do país, o Departamento de Conservação e grupos de conservação locais tentaram controlar predadores dos cacas-neozelandeses com o uso de armadilhas, iscas de solo e da implantação aérea de fluoroacetato de sódio (1080). Onde o controle de pragas tem sido realizado, houve recuperação significativa das populações da ave. Por exemplo, em Pureora Forest Park 20 indivíduos foram rastreados por rádio numa área a ser tratada com a antena 1080, em 2001. Nas proximidades da floresta de Waimanoa, que não estava a ser tratada com 1080, nove cacas-neozelandeses foram rastreados por rádio. Na área onde 1080 foi usado, todas as vinte aves que sobreviveram. Das nove aves marcadas na área não tratada, cinco foram mortos por predadores nessa mesma época.

### Competição
A pesquisa mostrou que a melada excretada pelas coconilhas é muito importante para reprodução dessa espécie, especialmente aqueles de reprodução em florestas de faias do sul. A natureza difícil de controlar as vespas faz o futuro da ave é muito incerto.